# Adelheid Eberhardt-Bürck
Adelheid Babette Emilie Eberhardt-Bürck (* 23. Juli 1836 in Schönau bei Heidelberg; † 1914 in Karlsruhe) war eine deutsche Schriftstellerin.
Ihr Vater, der Pfarrer Heinrich Bürck, bekam 1839 die Pfarrstelle in Handschuhsheim. Er unterrichtete seine Tochter selbst. Sie heiratete 1863 den Pfarrer Karl Heinrich Eberhardt in Schatthausen. Seit 1865 lebte sie mit ihrem Mann in Baiertal und seit 1881 in Adelsheim. Nach dem Tode ihres Mannes zog sie 1894 nach Karlsruhe.

## Werke
- Emelka. Lyrisches Epos. Nach einer magyarischen Sage als Manuskript gedruckt. Badenweiler 1856.[1]
- Markgraf Ernst und Ilda. Sagenbild von Badenweiler und dem Neuenfels. Nebst einigen kleineren Gedichten von der Verfasserin der Emelka. Allen Freunden Badenweilers gewidmet von der Verfasserin. Fabel, Badenweiler: 1860.
- Freud' und Leid im heiligen Krieg. Ein Liederkranz aus Deutschlands grossem Jahre 1871 von einer deutschen Frau. Köcher, Osthofen 1871.
- Die Macht der Liebe. Ein Buch für und wider die Frauen. Basel 1875.
- Hildegarde. Drama. Nach einer Rheinsage gedichtet. Bredt, Leipzig 1876. (Digitalisat der Ausg. Riehm, Basel 1876)
- Ideal und Wirklichkeit. Skizzen aus dem Leben. Riehm, Basel 1878.
- Nathanel Traugott. Eine Pfarrersgeschichte mit Pfarrwahl-Illustrationen. Winter, Heidelberg 1879.[2]
- Maria die Kleidermacherin. Steinkopf, Stuttgart 1885.
- Wie herrschest du? Eine Frage, besonders an die Frauenwelt. Den Freundinnen junger Mädchen gewidmet. Reiff, Karlsruhe 1891.
- Aus Höhen und Tiefen. Gedichte von Adelheid Eberhardt-Bürck nebst Gedichten von † Karl Eberhardt. Reiff, Karlsruhe 1900.